# ドラゴン橋
ドラゴン橋（ドラゴンばし、英語: Dragon Bridge）、ロン橋（ベトナム語：Cầu Rồng / 梂蠬）は、ベトナム、ダナンのハン川に架かる橋である。
橋の建設は、ベトナムの首相・グエン・タン・ズンなど多くの政府高官が出席した着工式が行われた2009年7月19日（近くのトアンフック橋の除幕式と同日）に始まった。
ロン橋は長さ666m、幅37.5mで、自動車用の6車線がある。橋は2012年の終わりまでに開通し、費用は1兆5000億ドン (8800万US$)を要する。橋の設計は、アメリカに拠点を置くルイス・バーガー・グループが行った。
メインスパンは2012年10月26日に完成した。橋はダナン解放38周年として2013年3月29日に開通した。
この近代的な橋は、ダナン市の他の主要道路とダナン国際空港を最短で結ぶレー・ディン・ズオン（Lê Đình Dương / 黎廷楊）/バックダン（Bạch Đằng / 白藤）交差点（ハン川西岸）からハン川を横断する。市の東端にあるミーケー・ビーチ（美渓海岸）やノンヌオック（Non Nước / 𡽫渃）ビーチへの直通ルートでもある。橋は、アーチ部を胴体として龍の形にデザインされており、頭部は東岸を向いている。
龍の頭部を模した部分には火炎放射器と放水口が仕込まれており、週末には龍が火や水を吐くショーが行われる。